# Gummikissen-Pressen
Gummikissen-Pressen ist eine Umformungstechnik für die Herstellung von doppelt gekrümmten Blechen in kleinen und mittleren Serien.

Gummikissen-Pressen (Animation)

## Vergleich zum Tiefziehen
Tiefziehen macht es möglich, ein Blech in zwei Richtungen zu verformen. Ein Vorteil dabei ist die Funktionsintegration wie zum Beispiel Reinigbarkeit und Gewichtsreduktion.
Der Nachteil des Tiefziehens ist, dass teure Werkzeuge benötigt werden, bestehend aus einem oberen und unteren Teil. Sind die Werkzeuge einmal da, sind die variablen Kosten niedrig. Diese beiden spezifischen Merkmale machen das Tiefziehen sehr geeignet für große Serien.

## Technik
Im Gegensatz dazu braucht man beim Gummikissen-Pressen nur das untere Werkzeug. Das obere Werkzeug ist ein Gummikissen, aufgeschlossen in einen Behälter. Dieses Gummi ist flach und nimmt während des Pressens die Form des unteren Werkzeugs an. Nach dem Pressvorgang kehrt es in seinen ursprünglichen Zustand zurück und wird wieder flach. Während des Pressvorgangs wird die Platine durch das Gummi im Werkzeug mitgenommen und übernimmt die Form. Nach diesem Pressvorgang wird meistens mit den Kontur des Produkts mit einem 3D-Laser in die Endform geschnitten.

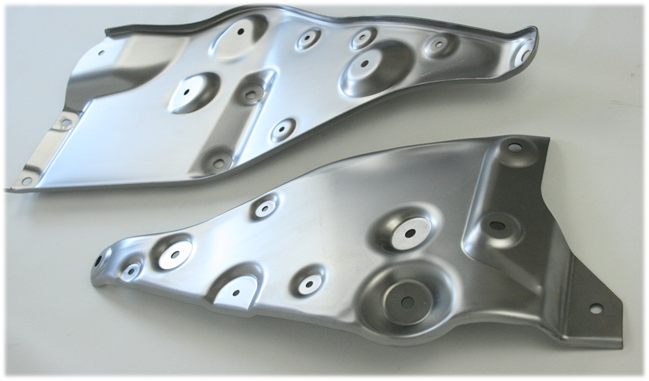
Produktbeispiel Gummikissen-Pressen

Das einzelne Werkzeug hat zur Folge, dass die Werkzeugkosten ca. 85 bis 90 % niedriger sind, als beim üblichen Tiefziehen. Die variablen Kosten sind allerdings höher als beim Tiefziehen. Diese Kombination macht das Gummikissenpressen sehr geeignet für kleine und mittlere Serien (zwischen etwa 5.000 und 10.000 Stück pro Jahr).

## Presskraft
Manchmal lässt sich Abkanten und Schweißen durch Gummikissen-Pressen ersetzen.
Das Gummikissenpressen hat seinen Ursprung um 1935 in der Luft- und Raumfahrttechnik. Seit ca. 15 Jahren wurde die Technologie für allgemeine industrielle Anwendungen weiterentwickelt. Zum Gummikissenpressen sind große Pressen mit enormen Druckkräften erforderlich.

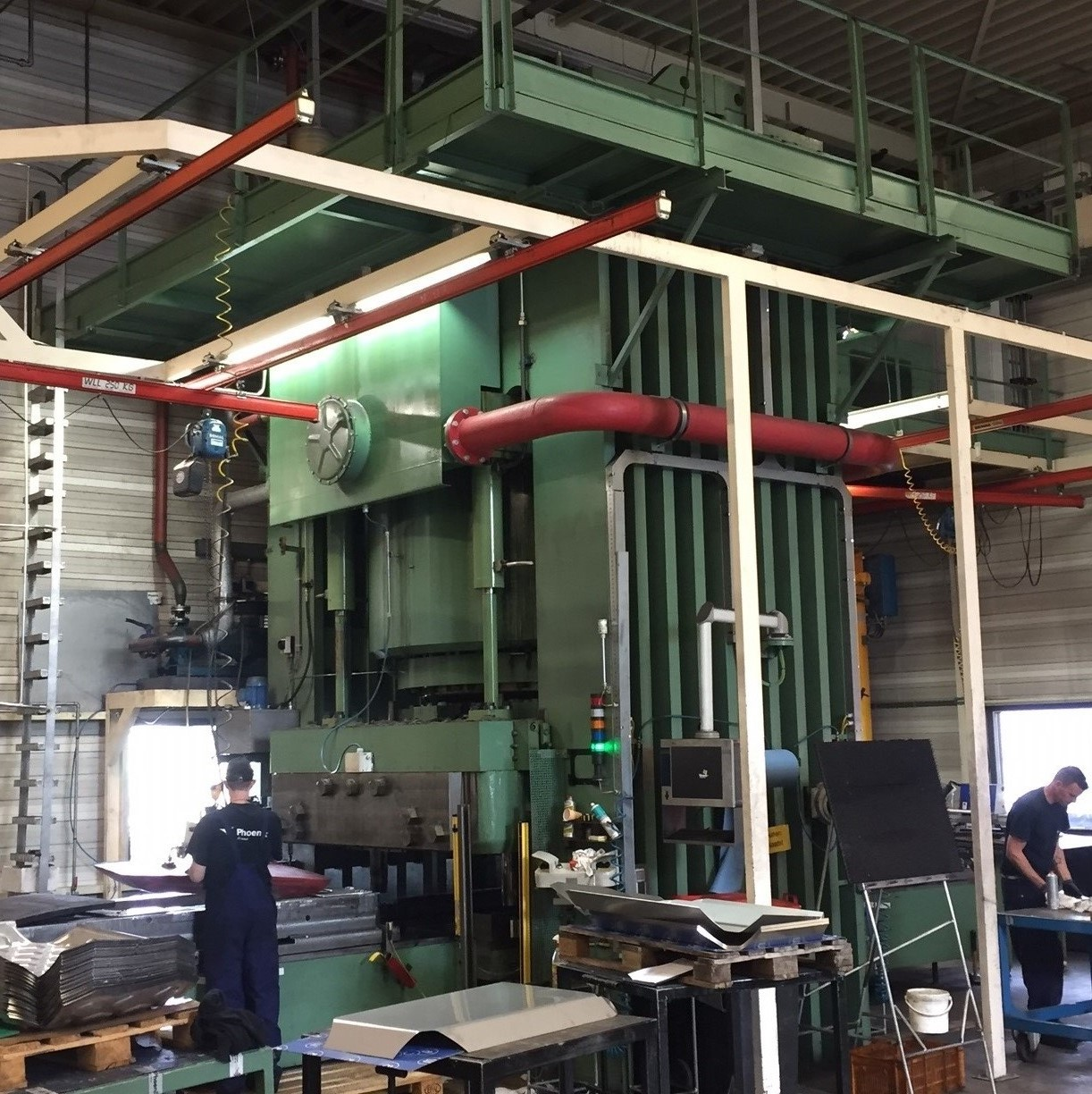
Gummikissen-Presse mit 8.000 Tonnen Presskraft

In den Niederlanden sind mehrere Gummikissenpressen zu finden. Die größte hat eine Presskraft von bis zu 8.000 Tonnen mit einer maximalen Fläche von 1,1 × 2,2 m, die für industrielle Anwendungen eingesetzt werden kann.

## Vor- und Nachteile

### Vorteile
- Kurze Zeit bis zur Marktreife von einfachen Werkzeugen.
- Niedrige Werkzeugkosten.
- Sehr gut geeignet für kleine und mittlere Serien.
- Keine Beschädigung des Produkts. Weil Gummi als oberes Werkzeug verwendet wird, beschädigt es die Oberfläche nicht.
- Geeignet für Stahl, Edelstahl, Aluminium usw. bis zu einer Blechstärke von ca. 4 mm
- In einem Werkzeug kann man mit verschiedenen Blechstärken fahren. Das Gummi passt sich an.

### Nachteile
- Bei sehr großen Stückzahlen sehr teuer
- Etwas weniger Gestaltungsfreiheit als beim regulären Tiefziehverfahren
- In den meisten Fällen nicht geeignet für Blechstärken von mehr als 4 mm